# Grand Prix-wegrace van Tsjechië

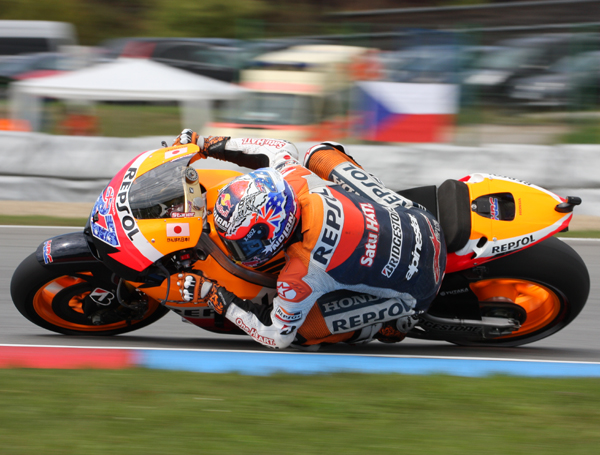
Casey Stoner, MotoGP 2011

Automotodrom Brno

De Grand Prix van Tsjechië voor motorfietsen is een motorsportrace, die sinds 1993 de Grand Prix van Tsjecho-Slowakije vervangt in het wereldkampioenschap wegrace. Het evenement vindt plaats op het Automotodrom Brno.
Valentino Rossi en Max Biaggi zijn met elk zeven overwinningen de recordhouders van deze Grand Prix.

## Resultaten Grote Prijs van Tsjechië
| Editie | Jaar | Circuit | Klasse        | 1e                                               | 2e                                      | 3e                                      | Poleposition                                 | Snelste ronde                                    |
| ------ | ---- | ------- | ------------- | ------------------------------------------------ | --------------------------------------- | --------------------------------------- | -------------------------------------------- | ------------------------------------------------ |
| 1      | 1993 | Brno    | 125 cc        | Kazuto Sakata (Honda)                            | Dirk Raudies (Honda)                    | Takeshi Tsujimura (Honda)               | Kazuto Sakata (Honda)                        | Kazuto Sakata (Honda)                            |
| 1      | 1993 | Brno    | 250 cc        | Loris Reggiani (Aprilia)                         | Max Biaggi (Honda)                      | Alberto Puig (Honda)                    | Loris Capirossi (Honda)                      | Loris Capirossi (Honda)                          |
| 1      | 1993 | Brno    | 500 cc        | Wayne Rainey (ROC-Yamaha)                        | Luca Cadalora (ROC-Yamaha)              | Mick Doohan (Honda)                     | Wayne Rainey (ROC-Yamaha)                    | Wayne Rainey (ROC-Yamaha)                        |
| 1      | 1993 | Brno    | Zijspanklasse | Rolf Biland/ Kurt Waltisperg (LCR-Krauser)       | Paul Güdel/ Charly Güdel (LCR-Krauser)  | Steve Webster/ Gavin Simmons (LCR-ADM)  | Rolf Biland/ Kurt Waltisperg (LCR-Krauser)   | Rolf Biland/ Kurt Waltisperg (LCR-Krauser)       |
|        |      |         |               |                                                  |                                         |                                         |                                              |                                                  |
| 2      | 1994 | Brno    | 125 cc        | Kazuto Sakata (Aprilia)                          | Noboru Ueda (Honda)                     | Stefano Perugini (Aprilia)              | Kazuto Sakata (Aprilia)                      | Kazuto Sakata (Aprilia)                          |
| 2      | 1994 | Brno    | 250 cc        | Max Biaggi (Aprilia)                             | Ralf Waldmann (Honda)                   | Jean-Philippe Ruggia (Aprilia)          | Max Biaggi (Aprilia)                         | Max Biaggi (Aprilia)                             |
| 2      | 1994 | Brno    | 500 cc        | Mick Doohan (Honda)                              | Shinichi Ito (Honda)                    | Luca Cadalora (Yamaha)                  | Luca Cadalora (Yamaha)                       | Shinichi Ito (Honda)                             |
| 2      | 1994 | Brno    | Zijspanklasse | Rolf Biland/ Kurt Waltisperg (LCR-Swissauto)     | Markus Bösiger/ Jürg Egli (LCR-ADM)     | Steve Webster/ Adolf Hänni (LCR-Yamaha) | Rolf Biland/ Kurt Waltisperg (LCR-Swissauto) | Rolf Biland/ Kurt Waltisperg (LCR-Swissauto)     |
|        |      |         |               |                                                  |                                         |                                         |                                              |                                                  |
| 3      | 1995 | Brno    | 125 cc        | Kazuto Sakata (Aprilia)                          | Haruchika Aoki (Honda)                  | Akira Saitō (Honda)                     | Kazuto Sakata (Aprilia)                      | Kazuto Sakata (Aprilia)                          |
| 3      | 1995 | Brno    | 250 cc        | Max Biaggi (Aprilia)                             | Tetsuya Harada (Yamaha)                 | Ralf Waldmann (Honda)                   | Max Biaggi (Aprilia)                         | Tetsuya Harada (Yamaha)                          |
| 3      | 1995 | Brno    | 500 cc        | Luca Cadalora (Yamaha)                           | Mick Doohan (Honda)                     | Daryl Beattie (Suzuki)                  | Luca Cadalora (Yamaha)                       | Luca Cadalora (Yamaha)                           |
| 3      | 1995 | Brno    | Zijspanklasse | Rolf Biland/ Kurt Waltisperg (LCR-BRM)           | Steve Abbott/ Julian Tailford (LCR-ADM) | Markus Bösiger/ Jürg Egli (LCR-ADM)     | Rolf Biland/ Kurt Waltisperg (LCR-BRM)       | Darren Dixon/ Andy Hetherington (Windle-ADM)     |
|        |      |         |               |                                                  |                                         |                                         |                                              |                                                  |
| 4      | 1996 | Brno    | 125 cc        | Valentino Rossi (Aprilia)                        | Jorge Martínez (Aprilia)                | Tomomi Manako (Honda)                   | Valentino Rossi (Aprilia)                    | Jorge Martínez (Aprilia)                         |
| 4      | 1996 | Brno    | 250 cc        | Max Biaggi (Aprilia)                             | Olivier Jacque (Honda)                  | Ralf Waldmann (Honda)                   | Max Biaggi (Aprilia)                         | Max Biaggi (Aprilia)                             |
| 4      | 1996 | Brno    | 500 cc        | Àlex Crivillé (Honda)                            | Mick Doohan (Honda)                     | Scott Russell (Suzuki)                  | Jean-Michel Bayle (Yamaha)                   | Àlex Crivillé (Honda)                            |
| 4      | 1996 | Brno    | Zijspanklasse | Rolf Biland/ Kurt Waltisperg (LCR-BRM-Swissauto) | Steve Webster/ David James (LCR-ADM)    | Ian Wilford/ Craig Hallam (LCR-ADM)     | Darren Dixon/ Andy Hetherington (Windle-ADM) | Rolf Biland/ Kurt Waltisperg (LCR-BRM-Swissauto) |
|        |      |         |               |                                                  |                                         |                                         |                                              |                                                  |
| 5      | 1997 | Brno    | 125 cc        | Noboru Ueda (Honda)                              | Tomomi Manako (Honda)                   | Valentino Rossi (Aprilia)               | Youichi Ui (Yamaha)                          | Noboru Ueda (Honda)                              |
| 5      | 1997 | Brno    | 250 cc        | Max Biaggi (Honda)                               | Olivier Jacque (Honda)                  | Tetsuya Harada (Aprilia)                | Ralf Waldmann (Honda)                        | Ralf Waldmann (Honda)                            |
| 5      | 1997 | Brno    | 500 cc        | Mick Doohan (Honda)                              | Luca Cadalora (Yamaha)                  | Nobuatsu Aoki (Honda)                   | Mick Doohan (Honda)                          | Mick Doohan (Honda)                              |
|        |      |         |               |                                                  |                                         |                                         |                                              |                                                  |
| 6      | 1998 | Brno    | 125 cc        | Marco Melandri (Honda)                           | Kazuto Sakata (Aprilia)                 | Lucio Cecchinello (Honda)               | Kazuto Sakata (Aprilia)                      | Masao Azuma (Honda)                              |
| 6      | 1998 | Brno    | 250 cc        | Tetsuya Harada (Aprilia)                         | Loris Capirossi (Aprilia)               | Marcellino Lucchi (Aprilia)             | Loris Capirossi (Aprilia)                    | Loris Capirossi (Aprilia)                        |
| 6      | 1998 | Brno    | 500 cc        | Max Biaggi (Honda)                               | Àlex Crivillé (Honda)                   | Alex Barros (Honda)                     | Mick Doohan (Honda)                          | Àlex Crivillé (Honda)                            |
|        |      |         |               |                                                  |                                         |                                         |                                              |                                                  |
| 7      | 1999 | Brno    | 125 cc        | Marco Melandri (Honda)                           | Noboru Ueda (Honda)                     | Lucio Cecchinello (Honda)               | Roberto Locatelli (Aprilia)                  | Marco Melandri (Honda)                           |
| 7      | 1999 | Brno    | 250 cc        | Valentino Rossi (Aprilia)                        | Ralf Waldmann (Aprilia)                 | Tohru Ukawa (Honda)                     | Ralf Waldmann (Aprilia)                      | Valentino Rossi (Aprilia)                        |
| 7      | 1999 | Brno    | 500 cc        | Tadayuki Okada (Honda)                           | Àlex Crivillé (Honda)                   | Kenny Roberts (Suzuki)                  | Jurgen van den Goorbergh (MuZ-Weber)         | Tadayuki Okada (Honda)                           |
|        |      |         |               |                                                  |                                         |                                         |                                              |                                                  |
| 8      | 2000 | Brno    | 125 cc        | Roberto Locatelli (Aprilia)                      | Youichi Ui (Derbi)                      | Emilio Alzamora (Honda)                 | Roberto Locatelli (Aprilia)                  | Youichi Ui (Derbi)                               |
| 8      | 2000 | Brno    | 250 cc        | Shinya Nakano (Yamaha)                           | Tohru Ukawa (Honda)                     | Olivier Jacque (Yamaha)                 | Olivier Jacque (Yamaha)                      | Shinya Nakano (Yamaha)                           |
| 8      | 2000 | Brno    | 500 cc        | Max Biaggi (Yamaha)                              | Valentino Rossi (Honda)                 | Garry McCoy (Yamaha)                    | Max Biaggi (Yamaha)                          | Max Biaggi (Yamaha)                              |
|        |      |         |               |                                                  |                                         |                                         |                                              |                                                  |
| 9      | 2001 | Brno    | 125 cc        | Toni Elías (Honda)                               | Lucio Cecchinello (Aprilia)             | Steve Jenkner (Aprilia)                 | Toni Elías (Honda)                           | Toni Elías (Honda)                               |
| 9      | 2001 | Brno    | 250 cc        | Tetsuya Harada (Aprilia)                         | Marco Melandri (Aprilia)                | Daijiro Kato (Honda)                    | Tetsuya Harada (Aprilia)                     | Marco Melandri (Aprilia)                         |
| 9      | 2001 | Brno    | 500 cc        | Valentino Rossi (Honda)                          | Àlex Crivillé (Honda)                   | Loris Capirossi (Honda)                 | Max Biaggi (Yamaha)                          | Valentino Rossi (Honda)                          |
|        |      |         |               |                                                  |                                         |                                         |                                              |                                                  |
| 10     | 2002 | Brno    | 125 cc        | Lucio Cecchinello (Aprilia)                      | Dani Pedrosa (Honda)                    | Arnaud Vincent (Aprilia)                | Alex de Angelis (Aprilia)                    | Lucio Cecchinello (Aprilia)                      |
| 10     | 2002 | Brno    | 250 cc        | Marco Melandri (Aprilia)                         | Sebastián Porto (Yamaha)                | Toni Elías (Aprilia)                    | Fonsi Nieto (Aprilia)                        | Marco Melandri (Aprilia)                         |
| 10     | 2002 | Brno    | MotoGP        | Max Biaggi (Yamaha)                              | Daijiro Kato (Honda)                    | Tohru Ukawa (Honda)                     | Max Biaggi (Yamaha)                          | Daijiro Kato (Honda)                             |
|        |      |         |               |                                                  |                                         |                                         |                                              |                                                  |
| 11     | 2003 | Brno    | 125 cc        | Dani Pedrosa (Honda)                             | Stefano Perugini (Aprilia)              | Alex de Angelis (Aprilia)               | Alex de Angelis (Aprilia)                    | Lucio Cecchinello (Aprilia)                      |
| 11     | 2003 | Brno    | 250 cc        | Randy de Puniet (Aprilia)                        | Toni Elías (Aprilia)                    | Manuel Poggiali (Aprilia)               | Manuel Poggiali (Aprilia)                    | Toni Elías (Aprilia)                             |
| 11     | 2003 | Brno    | MotoGP        | Valentino Rossi (Honda)                          | Sete Gibernau (Honda)                   | Troy Bayliss (Ducati)                   | Valentino Rossi (Honda)                      | Valentino Rossi (Honda)                          |
|        |      |         |               |                                                  |                                         |                                         |                                              |                                                  |
| 12     | 2004 | Brno    | 125 cc        | Jorge Lorenzo (Derbi)                            | Andrea Dovizioso (Honda)                | Roberto Locatelli (Aprilia)             | Marco Simoncelli (Aprilia)                   | Steve Jenkner (Aprilia)                          |
| 12     | 2004 | Brno    | 250 cc        | Sebastián Porto (Aprilia)                        | Randy de Puniet (Aprilia)               | Dani Pedrosa (Honda)                    | Sebastián Porto (Aprilia)                    | Dani Pedrosa (Honda)                             |
| 12     | 2004 | Brno    | MotoGP        | Sete Gibernau (Honda)                            | Valentino Rossi (Yamaha)                | Max Biaggi (Honda)                      | Sete Gibernau (Honda)                        | Alex Barros (Honda)                              |
|        |      |         |               |                                                  |                                         |                                         |                                              |                                                  |
| 13     | 2005 | Brno    | 125 cc        | Thomas Lüthi (Honda)                             | Mika Kallio (KTM)                       | Marco Simoncelli (Aprilia)              | Thomas Lüthi (Honda)                         | Sergio Gadea (Aprilia)                           |
| 13     | 2005 | Brno    | 250 cc        | Dani Pedrosa (Honda)                             | Jorge Lorenzo (Honda)                   | Casey Stoner (Aprilia)                  | Jorge Lorenzo (Honda)                        | Dani Pedrosa (Honda)                             |
| 13     | 2005 | Brno    | MotoGP        | Valentino Rossi (Yamaha)                         | Loris Capirossi (Ducati)                | Max Biaggi (Honda)                      | Valentino Rossi (Yamaha)                     | Sete Gibernau (Honda)                            |
|        |      |         |               |                                                  |                                         |                                         |                                              |                                                  |
| 14     | 2006 | Brno    | 125 cc        | Álvaro Bautista (Aprilia)                        | Mika Kallio (KTM)                       | Gábor Talmácsi (Honda)                  | Mika Kallio (KTM)                            | Mattia Pasini (Aprilia)                          |
| 14     | 2006 | Brno    | 250 cc        | Jorge Lorenzo (Aprilia)                          | Andrea Dovizioso (Honda)                | Hiroshi Aoyama (KTM)                    | Jorge Lorenzo (Aprilia)                      | Andrea Dovizioso (Honda)                         |
| 14     | 2006 | Brno    | MotoGP        | Loris Capirossi (Ducati)                         | Valentino Rossi (Yamaha)                | Dani Pedrosa (Honda)                    | Valentino Rossi (Yamaha)                     | Loris Capirossi (Ducati)                         |
|        |      |         |               |                                                  |                                         |                                         |                                              |                                                  |
| 15     | 2007 | Brno    | 125 cc        | Héctor Faubel (Aprilia)                          | Mattia Pasini (Aprilia)                 | Lukáš Pešek (Derbi)                     | Gábor Talmácsi (Aprilia)                     | Lukáš Pešek (Derbi)                              |
| 15     | 2007 | Brno    | 250 cc        | Jorge Lorenzo (Aprilia)                          | Andrea Dovizioso (Honda)                | Mika Kallio (KTM)                       | Jorge Lorenzo (Aprilia)                      | Jorge Lorenzo (Aprilia)                          |
| 15     | 2007 | Brno    | MotoGP        | Casey Stoner (Ducati)                            | John Hopkins (Suzuki)                   | Nicky Hayden (Honda)                    | Casey Stoner (Ducati)                        | Casey Stoner (Ducati)                            |
|        |      |         |               |                                                  |                                         |                                         |                                              |                                                  |
| 16     | 2008 | Brno    | 125 cc        | Stefan Bradl (Aprilia)                           | Mike Di Meglio (Derbi)                  | Joan Olivé (Derbi)                      | Gábor Talmácsi (Aprilia)                     | Mike Di Meglio (Derbi)                           |
| 16     | 2008 | Brno    | 250 cc        | Alex Debón (Aprilia)                             | Álvaro Bautista (Aprilia)               | Marco Simoncelli (Gilera)               | Marco Simoncelli (Gilera)                    | Alex Debón (Aprilia)                             |
| 16     | 2008 | Brno    | MotoGP        | Valentino Rossi (Yamaha)                         | Toni Elías (Ducati)                     | Loris Capirossi (Suzuki)                | Casey Stoner (Ducati)                        | Casey Stoner (Ducati)                            |
|        |      |         |               |                                                  |                                         |                                         |                                              |                                                  |
| 17     | 2009 | Brno    | 125 cc        | Nicolás Terol (Aprilia)                          | Julián Simón (Aprilia)                  | Andrea Iannone (Aprilia)                | Andrea Iannone (Aprilia)                     | Julián Simón (Aprilia)                           |
| 17     | 2009 | Brno    | 250 cc        | Marco Simoncelli (Gilera)                        | Mattia Pasini (Aprilia)                 | Álvaro Bautista (Aprilia)               | Marco Simoncelli (Gilera)                    | Marco Simoncelli (Gilera)                        |
| 17     | 2009 | Brno    | MotoGP        | Valentino Rossi (Yamaha)                         | Dani Pedrosa (Honda)                    | Toni Elías (Honda)                      | Valentino Rossi (Yamaha)                     | Jorge Lorenzo (Yamaha)                           |
|        |      |         |               |                                                  |                                         |                                         |                                              |                                                  |
| 18     | 2010 | Brno    | 125 cc        | Nicolás Terol (Aprilia)                          | Pol Espargaró (Derbi)                   | Esteve Rabat (Aprilia)                  | Bradley Smith (Aprilia)                      | Johann Zarco (Aprilia)                           |
| 18     | 2010 | Brno    | Moto2         | Toni Elías (Moriwaki)                            | Yuki Takahashi (Tech 3)                 | Andrea Iannone (Speed Up)               | Shoya Tomizawa (Suter)                       | Toni Elías (Moriwaki)                            |
| 18     | 2010 | Brno    | MotoGP        | Jorge Lorenzo (Yamaha)                           | Dani Pedrosa (Honda)                    | Casey Stoner (Ducati)                   | Dani Pedrosa (Honda)                         | Jorge Lorenzo (Yamaha)                           |
|        |      |         |               |                                                  |                                         |                                         |                                              |                                                  |
| 19     | 2011 | Brno    | 125 cc        | Sandro Cortese (Aprilia)                         | Johann Zarco (Derbi)                    | Alberto Moncayo (Aprilia)               | Nicolás Terol (Aprilia)                      | Sandro Cortese (Aprilia)                         |
| 19     | 2011 | Brno    | Moto2         | Andrea Iannone (Suter)                           | Marc Márquez (Suter)                    | Stefan Bradl (Kalex)                    | Marc Márquez (Suter)                         | Andrea Iannone (Suter)                           |
| 19     | 2011 | Brno    | MotoGP        | Casey Stoner (Honda)                             | Andrea Dovizioso (Honda)                | Marco Simoncelli (Honda)                | Dani Pedrosa (Honda)                         | Casey Stoner (Honda)                             |
|        |      |         |               |                                                  |                                         |                                         |                                              |                                                  |
| 20     | 2012 | Brno    | Moto3         | Jonas Folger (Kalex-KTM)                         | Luis Salom (Kalex-KTM)                  | Sandro Cortese (KTM)                    | Maverick Viñales (FTR-Honda)                 | Luis Salom (Kalex-KTM)                           |
| 20     | 2012 | Brno    | Moto2         | Marc Márquez (Suter)                             | Thomas Lüthi (Suter)                    | Pol Espargaró (Kalex)                   | Pol Espargaró (Kalex)                        | Pol Espargaró (Kalex)                            |
| 20     | 2012 | Brno    | MotoGP        | Dani Pedrosa (Honda)                             | Jorge Lorenzo (Yamaha)                  | Cal Crutchlow (Yamaha)                  | Jorge Lorenzo (Yamaha)                       | Jorge Lorenzo (Yamaha)                           |
|        |      |         |               |                                                  |                                         |                                         |                                              |                                                  |
| 21     | 2013 | Brno    | Moto3         | Luis Salom (KTM)                                 | Maverick Viñales (KTM)                  | Jonas Folger (Kalex-KTM)                | Álex Rins (KTM)                              | Luis Salom (KTM)                                 |
| 21     | 2013 | Brno    | Moto2         | Mika Kallio (Kalex)                              | Takaaki Nakagami (Kalex)                | Thomas Lüthi (Suter)                    | Takaaki Nakagami (Kalex)                     | Esteve Rabat (Kalex)                             |
| 21     | 2013 | Brno    | MotoGP        | Marc Márquez (Honda)                             | Dani Pedrosa (Honda)                    | Jorge Lorenzo (Yamaha)                  | Cal Crutchlow (Yamaha)                       | Marc Márquez (Honda)                             |
|        |      |         |               |                                                  |                                         |                                         |                                              |                                                  |
| 22     | 2014 | Brno    | Moto3         | Alexis Masbou (Honda)                            | Enea Bastianini (KTM)                   | Danny Kent (Husqvarna)                  | Álex Márquez (Honda)                         | Romano Fenati (KTM)                              |
| 22     | 2014 | Brno    | Moto2         | Esteve Rabat (Kalex)                             | Mika Kallio (Kalex)                     | Sandro Cortese (Kalex)                  | Esteve Rabat (Kalex)                         | Esteve Rabat (Kalex)                             |
| 22     | 2014 | Brno    | MotoGP        | Dani Pedrosa (Honda)                             | Jorge Lorenzo (Yamaha)                  | Valentino Rossi (Yamaha)                | Marc Márquez (Honda)                         | Dani Pedrosa (Honda)                             |
|        |      |         |               |                                                  |                                         |                                         |                                              |                                                  |
| 23     | 2015 | Brno    | Moto3         | Niccolò Antonelli (Honda)                        | Enea Bastianini (Honda)                 | Brad Binder (KTM)                       | Niccolò Antonelli (Honda)                    | Miguel Oliveira (KTM)                            |
| 23     | 2015 | Brno    | Moto2         | Johann Zarco (Kalex)                             | Esteve Rabat (Kalex)                    | Álex Rins (Kalex)                       | Johann Zarco (Kalex)                         | Thomas Lüthi (Kalex)                             |
| 23     | 2015 | Brno    | MotoGP        | Jorge Lorenzo (Yamaha)                           | Marc Márquez (Honda)                    | Valentino Rossi (Yamaha)                | Jorge Lorenzo (Yamaha)                       | Marc Márquez (Honda)                             |
|        |      |         |               |                                                  |                                         |                                         |                                              |                                                  |
| 24     | 2016 | Brno    | Moto3         | John McPhee (Peugeot)                            | Jorge Martín (Mahindra)                 | Fabio Di Giannantonio (Honda)           | Brad Binder (KTM)                            | Brad Binder (KTM)                                |
| 24     | 2016 | Brno    | Moto2         | Jonas Folger (Kalex)                             | Álex Rins (Kalex)                       | Sam Lowes (Kalex)                       | Johann Zarco (Kalex)                         | Jonas Folger (Kalex)                             |
| 24     | 2016 | Brno    | MotoGP        | Cal Crutchlow (Honda)                            | Valentino Rossi (Yamaha)                | Marc Márquez (Honda)                    | Marc Márquez (Honda)                         | Cal Crutchlow (Honda)                            |
|        |      |         |               |                                                  |                                         |                                         |                                              |                                                  |
| 25     | 2017 | Brno    | Moto3         | Joan Mir (Honda)                                 | Romano Fenati (Honda)                   | Arón Canet (Honda)                      | Gabriel Rodrigo (KTM)                        | Joan Mir (Honda)                                 |
| 25     | 2017 | Brno    | Moto2         | Thomas Lüthi (Kalex)                             | Álex Márquez (Kalex)                    | Miguel Oliveira (KTM)                   | Mattia Pasini (Kalex)                        | Franco Morbidelli (Kalex)                        |
| 25     | 2017 | Brno    | MotoGP        | Marc Márquez (Honda)                             | Dani Pedrosa (Honda)                    | Maverick Viñales (Yamaha)               | Marc Márquez (Honda)                         | Maverick Viñales (Yamaha)                        |
|        |      |         |               |                                                  |                                         |                                         |                                              |                                                  |
| 26     | 2018 | Brno    | Moto3         | Fabio Di Giannantonio (Honda)                    | Arón Canet (Honda)                      | Jakub Kornfeil (KTM)                    | Jakub Kornfeil (KTM)                         | Arón Canet (Honda)                               |
| 26     | 2018 | Brno    | Moto2         | Miguel Oliveira (KTM)                            | Luca Marini (Kalex)                     | Francesco Bagnaia (Kalex)               | Luca Marini (Kalex)                          | Xavi Vierge (Kalex)                              |
| 26     | 2018 | Brno    | MotoGP        | Andrea Dovizioso (Ducati)                        | Jorge Lorenzo (Ducati)                  | Marc Márquez (Honda)                    | Andrea Dovizioso (Ducati)                    | Jorge Lorenzo (Ducati)                           |
|        |      |         |               |                                                  |                                         |                                         |                                              |                                                  |
| 27     | 2019 | Brno    | Moto3         | Arón Canet (KTM)                                 | Lorenzo Dalla Porta (Honda)             | Tony Arbolino (Honda)                   | Tony Arbolino (Honda)                        | Niccolò Antonelli (Honda)                        |
| 27     | 2019 | Brno    | Moto2         | Álex Márquez (Kalex)                             | Fabio Di Giannantonio (Speed Up)        | Enea Bastianini (Kalex)                 | Álex Márquez (Kalex)                         | Álex Márquez (Kalex)                             |
| 27     | 2019 | Brno    | MotoGP        | Marc Márquez (Honda)                             | Andrea Dovizioso (Ducati)               | Jack Miller (Ducati)                    | Marc Márquez (Honda)                         | Álex Rins (Suzuki)                               |
|        |      |         |               |                                                  |                                         |                                         |                                              |                                                  |
| 28     | 2020 | Brno    | Moto3         | Dennis Foggia (Honda)                            | Albert Arenas (KTM)                     | Ai Ogura (Honda)                        | Raúl Fernández (KTM)                         | Jaume Masiá (Honda)                              |
| 28     | 2020 | Brno    | Moto2         | Enea Bastianini (Kalex)                          | Sam Lowes (Kalex)                       | Joe Roberts (Kalex)                     | Joe Roberts (Kalex)                          | Enea Bastianini (Kalex)                          |
| 28     | 2020 | Brno    | MotoGP        | Brad Binder (KTM)                                | Franco Morbidelli (Yamaha)              | Johann Zarco (Ducati)                   | Johann Zarco (Ducati)                        | Brad Binder (KTM)                                |
|        |      |         |               |                                                  |                                         |                                         |                                              |                                                  |
| 29     | 2025 | Brno    | Moto3         | José Antonio Rueda (KTM)                         | Máximo Quiles (KTM)                     | David Muñoz (KTM)                       | Guido Pini (KTM)                             | José Antonio Rueda (KTM)                         |
| 29     | 2025 | Brno    | Moto2         | Joe Roberts (Kalex)                              | Barry Baltus (Kalex)                    | Manuel González (Kalex)                 | Barry Baltus (Kalex)                         | Joe Roberts (Kalex)                              |
| 29     | 2025 | Brno    | MotoGP        | Marc Márquez (Ducati)                            | Marco Bezzecchi (Aprilia)               | Pedro Acosta (KTM)                      | Francesco Bagnaia (Ducati)                   | Marc Márquez (Ducati)                            |

## Voetnoten
1993 · 1994 · 1995 · 1996 · 1997 · 1998 · 1999 · 2000 · 2001 · 2002 · 2003 · 2004 · 2005 · 2006 · 2007 · 2008 · 2009 · 2010 · 2011 · 2012 · 2013 · 2014 · 2015 · 2016 · 2017 · 2018 · 2019 · 2020 · 2025